# Christophe Bazivamo
 (avril 2024).
Si vous disposez d'ouvrages ou d'articles de référence ou si vous connaissez des sites web de qualité traitant du thème abordé ici, merci de compléter l'article en donnant les références utiles à sa vérifiabilité et en les liant à la section « Notes et références ».
 (avril 2024).
Christophe Bazivamo est le ministre de Terre, de l'Environnement, des Forêts, de l'Eau et des Mines au Rwanda. En 2003 et 2004, il est ministre du Gouvernement local, du Développement communautaire et des Affaires sociales et de la Recherche. En 2005, il est ministre de la Sécurité intérieure. En 2000, 2001 et 2002, il est secrétaire exécutif de la Commission électorale nationale. Il est un membre du Front patriotique rwandais et depuis 2002, il en est le vice-président.
Bazivamo est désormais[Quand ?] membre du parlement de la communauté Est-africaine.